# Søborg Kirke (Gribskov Kommune)
 For alternative betydninger, se Søborg Kirke. (Se også artikler, som begynder med Søborg Kirke)
Søborg kirke er en stor og smuk bygning af røde mursten, der er opført i begyndelsen af det 12. århundrede, men som i tidens løb har fået forskellige tilføjelser. Oprindelig bestod kirken, der hørte til købstaden Søborg, kun af det anselige kirkeskib og det firkantede kor; Sidemurene kronedes af en pyntelig rundbuefrise; i skibet var der pragtfulde portaler på nord- og sydsiden; den halvrunde korbue var høj og smal, og et bjælkeloft dækkede det anselige rum, i hvilket lyset faldt ind fra smalle, højtsiddende vinduer. Omtrent ved slutningen af det 13. århundrede blev der føjet et nyt tårn til skibets vestre ende, og en bred spidsbue blev åbnet fra tårnets nederste hvælvede rum ud til kirken. Ved Dronning Margrethes tid foregik en stor forandring (måske har den været ramt af en ildebrand), idet to rader hvælvinger, som hviler på murstenssøjler, blevet indbyggede i skibet, og såvel korbuen som buen ind til forhallen blev gjorte lavere. På Nationalmuseets foranstaltning blev der såvel i tårnhallen som i den øvrige kirke i 1894 fremdraget en malet dekoration.
Altertavlen er et maleri af A.C.V. Thomsen (1843): "Jesus i Templet", men rammen er fra Frederik II’s tid. På det gamle murede alter en dækplade af en sort marmorlignende sten.
På væggen til højre for korbuen et malet våbenskjold fra det 14. århundrede med underskrift: Johan Oltena.
I tårnhallen en runesten med „Ave Maria“.
Den store klokke er fra 1514 og støbt af Johan Fastenove.

## Eksterne kilder og henvisninger
- Søborg Kirke hos KortTilKirken.dk
- Søborg Kirke hos danmarkskirker.natmus.dk (Danmarks Kirker, Nationalmuseet)